# Список умерших в 1227 году
В этой статье представлен список известных людей, умерших в 1227 году.
См. также: Категория:Умершие в 1227 году

## Январь
- 6 января — Владимир Всеволодович (34) — князь Переяславский (1213—1215), первый Удельный князь Стародубский (1217—1227).
- 28 января — Генрих Борвин I — князь Мекленбурга (1178—1227)

## Февраль
- 18 февраля — Чеккано, Стефано ди — кардинал-дьякон Сант-Анджело-ин-Пескерия (1212—1213), кардинал-священник Санти-Апостоли (1213—1227)

## Март
- 18 марта — Гонорий III — папа римский (1216—1227)

## Апрель
- 21 апреля — Рено де Даммартен — граф Даммартена (1200—1214), граф Булони (1190—1214), граф Омаля (1204—1206), граф Мортена (1206—1212), умер в заточении
- 28 апреля — Генрих V Старший — граф Брауншвейга (1195—1227), пфальцграф Рейнский (1195—1212).

## Май
- 30 мая — Гуала Биккьери — кардинал-дьякон Санта-Марии-ин-Портико-Октавиа (1205—1211), кардинал-священник Санти-Сильвестро-э-Мартино.

## Июль
- 23 июля — Чан-чунь — даосский монах школы Цюаньчжэнь, основатель ордена Лунмэнь (Драконьи Ворота, кит. 龙门派), самый известный из семи учеников Ван Чунъяна, или «семи бессмертных».
- 28 июля — Отто II фон Липпе[нем.] — епископ Утрехта (1216—1227), погиб в битве при Ане

## Август
- 1 августа — Симадзу Тадахиса[англ.] — японский самурай, основатель рода Симадзу
- 25 августа — Чингисхан — основатель и первый великий хан Монгольской империи (1206—1227).
- 28 августа — Мочжу, десятый и последний император тангутского государства Западное Ся (1226—1227).

## Сентябрь
- 11 сентября:
  - Людвиг IV Святой (26) — ландграф Тюрингии (1217—1227), умер отправляясь в шестой крестовый поход;
  - Оливер фон Падерборн — Князь-епископ Падерборна (1223—1225), Кардинал-епископ Сабины (1225—1227).
- 25 сентября — Никола де Кьяромонте — Кардинал-епископ Фраскати (1219—1227).
- 30 сентября — Конрад фон Урах — Кардинал-епископ Порто (1219—1227).

## Октябрь
- 4 октября — Абдалла аль-Адил — халиф из династии Альмохадов (1224—1227)
- 10 октября — Даниэль[англ.] — святой римско-католической церкви, убит вместе с ещё 7 францисканцами в Сеуте
- 13 октября — Минамото но Мичитомо[нем.] — японский поэт
- 24 октября — Лешек Белый — Князь Польши (Кракова) (1194—1198, 1199, 1206—1210, 1211—1217).

## Ноябрь
- Зигфрид I фон Лихтенберг[нем.] — епископ Хильдесхайма (1216—1221)

## Дата неизвестна или требует уточнения
- Абдуссалам ибн Машиш — суфийский святой.
- Малик аль-Муаззам II[англ.] — эмир (первый султан) Дамаска (1218—1227) из династии Айюбидов
- Грегорио Теодоли[фр.] — кардинал-священник de S. Anastasia (1216—1227)
- Гуерин[фр.] — канцлер Франции (1223—1227)
- Гуго II — граф Ретеля (1199—1227)
- Джучи — старший сын Чингисхана, первый правитель Золотой Орды (1224—1227)
- Иван Мстиславич — князь Луцкий (1226—1227)
- Иване Мхаргрдзели — грузинский и армянский дворянин, командующий армяно-грузинской армией в битве при Гарни
- Кен Ангрок — основатель и первый правитель Сингасари (1222—1227)
- Ламберт Ардрский — французский хронист.
- Уильям Фиц-Джеффри де Мандевиль, английский аристократ, 3-й граф Эссекс (с 1216).
- Маргарита Гордячка — святая римско-католической церкви[1].
- Лукас де Нутревилла[англ.]	— архиепископ Армы (Северная Ирландия) (1217—1227)
- Санудо, Марко — венецианский купец, первый герцог Наксосский (1210—1227), основатель династии Санудо
- Сулейман Шах — Вождь племенного союза кайи (1214—1227), дед Османа I, утонул в Евфрате.
- Шалва Ахалцихели (Шалва Ахалцихский) — грузинский полководец из рода Торели, святой грузинской церкви, герой народного фольклора[2].
- Филипп Ибелин — дворянин, регент Кипрского королевства с 1223 года (фактически с 1218 года).